# 2 Pułk Piechoty (LP)
2 Pułk Piechoty (2 pp) – oddział piechoty Legionów Polskich.

## Formowanie
W sierpniu 1914 roku, kiedy do Królestwa wyruszyła kompania kadrowa i oddziały tworzące w późniejszym okresie I Brygadę Legionów Polskich, w Krakowie formowały się nowe oddziały legionowe. Na skutek wybuchu I wojny światowej na terenach Galicji rozpoczęto tworzyć regularne polskie formacje wojskowe. Naczelny Komitet Narodowy uzyskał 27 sierpnia 1914 roku zgodę na utworzenie dwóch legionów: Zachodniego z siedzibą w Krakowie oraz Wschodniego z siedzibą we Lwowie.
Do nowo tworzonej formacji masowo zaciągali się członkowie organizacji wojskowych i ochotnicy co pozwoliło na sformowanie oddziałów Legionu Zachodniego. Utworzono m.in. 2. i 3 pułki piechoty.
Etat 2 pułku piechoty opracowany przez płk. Zielińskiego wynosił: 99 oficerów, 5295 podoficerów i szeregowych. Po pewnym czasie: 4000. Liczył cztery bataliony piechoty. W skład każdego batalionu wchodziły cztery kompanie po cztery plutony w każdej. Pluton tworzyły cztery sekcje. Dwa bataliony sformowano w Krakowie, po jednym w Bochni i Krzeszowicach. Oficjalnie za datę utworzenia 2 pp podaje się dzień 14 września 1914 roku.

## Walki pułku

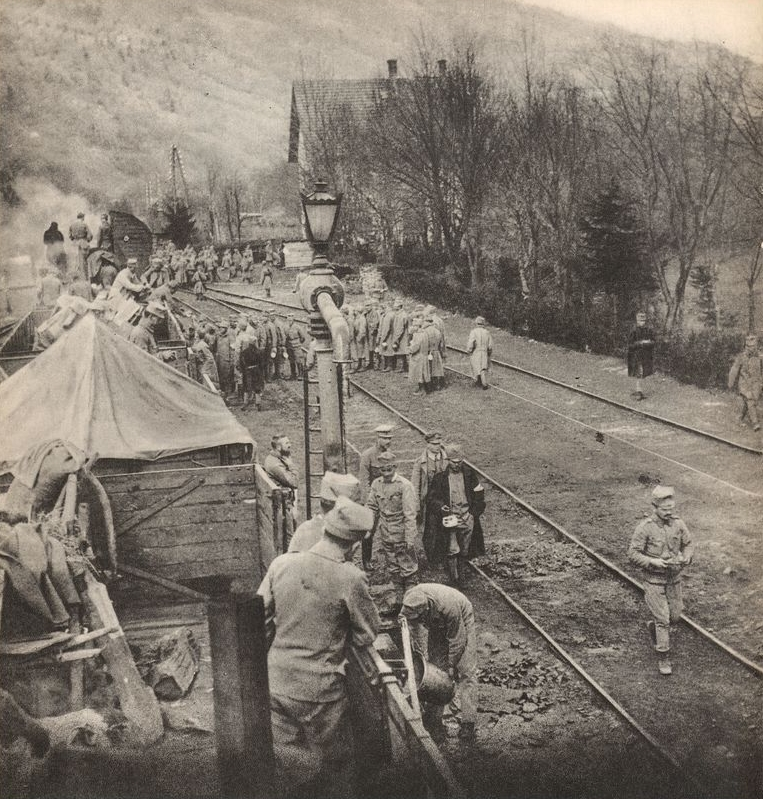
II Brygada Legionów Polskich w drodze do Karpat, 1914

W październiku 1914 roku pułk wyruszył na front karpacki, na Węgry. Młodzi żołnierze byli wstrząśnięci tym faktem, ponieważ myśleli, że pójdą do Królestwa i na polskiej ziemi będą walczyć razem z I Brygadą o niepodległość. Po przyjeździe na Węgry pułk walczył w komitacie Marmarosz Sziget, a po wyrzuceniu nieprzyjaciela z tamtego obszaru otrzymał rozkaz przekroczenia Karpat i wyparcia nieprzyjaciela z doliny Bystrzycy na terenie Małopolski. W związku z utrudnionym przejściem przez góry spowodowanym brakiem dróg, zbudowana została przez przełęcz Rogodze tzw. „Droga Legionów”. Oddziały legionowe odrzucały ze swej drogi nieprzyjaciela i po stoczeniu walk pod Rafajłową, Zieloną i Pasieczną doszły w okolice Nadwórnej i Mołotkowa, gdzie 29 października 1914 roku doszło do krwawej bitwy. Siły polskie, które były niedostatecznie uzbrojone i wyposażone przeciwstawiły się nieprzyjacielowi posiadającemu prawie dwukrotną przewagę liczbową i kilkakrotnie większą artylerię. Rosjanie posiadali karabiny maszynowe, którym nasi żołnierze mogli przeciwstawić się tylko ogniem karabinów ręcznych. Rosjan nie udało się powstrzymać i pułk musiał rozpocząć odwrót. Nieprzyjaciel uderzył na tyły legionistów, którzy bagnetami musieli otworzyć sobie drogę w kierunku na Zieloną.

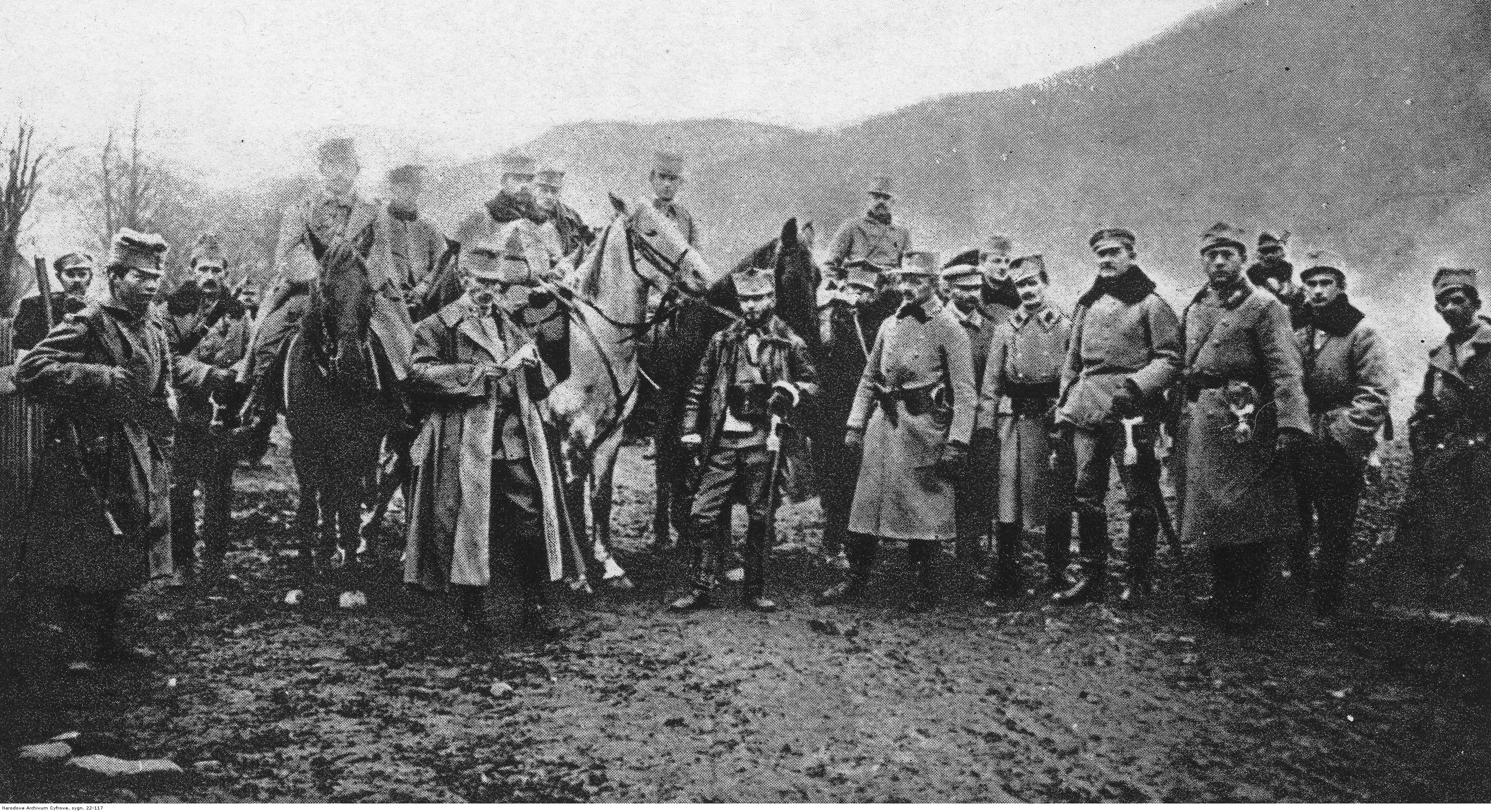
Pułkownik Zygmunt Zieliński oraz major Józef Haller ze swoim sztabem w Mołotkowie

Prawie przez cały listopad 2 pułk piechoty toczył nieustanne mniejsze i większe potyczki w ciężkim terenie. Najbardziej upamiętniły się walki pod Pasieczną, Zieloną i Bohorodczanami.
Pod koniec listopada pułk znajdując się w grupie gen. Durskiego przeszedł na Huculszczyznę w okolice Żabiego. Po pewnym czasie przerzucono pułk na Węgry pod Ökörmező, gdzie przeważające siły rosyjskie walczyły z oddziałami austriackimi. Następnie pułk przeszedł na Bukowinę w dolinę Złotej Bystrzycy. W dniach od 18 do 22 stycznia 1915 roku toczono walki zwane pod nazwą boju pod Kirlibabą, podczas którego żołnierze pułku wykazali niezwykły hart ducha i wytrzymałość fizyczną. Teren walk był bardzo ciężki i panował dwudziestokilkustopniowy mróz. Bój ten pozwolił wojskom austriackim na wkroczenie w głąb Bukowiny i Galicji. W okresie lutego i marca 1915 roku pułk walczył pod Brasą i Łopusznem, a po dwudniowym odpoczynku w Śniatyniu wyruszył na linię frontu. Do ważniejszych walk pułku w tamtym okresie należy zaliczyć wypad na drugą stronę Dniestru do Koropca, bój pod Tłumaczem, Kolorówką i Bortnikami. W połowie marca przeszedł pułk do Kołomyi na odpoczynek. Wyodrębniono tam z pułku IV batalion, który wyjechał do Królestwa w celu sformowania tam 4 Pułku Legionów.

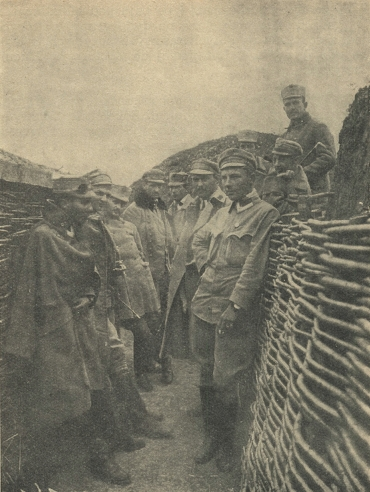
Oficerowie I batalionu 2 pułku piechoty w okopach w czasie walk w Besarabii, 1915

Po miesięcznym odpoczynku przeszedł pułk na front besarabski. W połowie kwietnia pułk obsadził stanowiska pod Dobronowcami. 10 maja 1915 roku na tyły pułku dostali się Rosjanie po przełamaniu linii austriackich. Pułk został ze wszystkich stron otoczony i tocząc zażartą walkę cofał się za rzekę Prut. I i III batalion walcząc na bagnety szczęśliwie zdołały się wycofać, natomiast II batalion został prawie całkowicie rozbity przez oddziały kawalerii i piechoty rosyjskiej. Wycofujący się żołnierze pokonywali rzekę wpław z których wielu zginęło w jej nurtach. Wojska austriackie rozpoczęły działania zaczepne, więc pułk posuwał się naprzód walcząc pod Mamajowcami i Zadobrówką, aż dotarł do Rokitny słynnej z szarży ułanów Dunin-Wąsowicza.
Pod koniec października pułk został wysłany na Wołyń. Po przybyciu na front oddziały pułku wzięły udział w natarciu na „Polską Górę”. W nocy z 7 na 8 listopada 1915 roku pod Bielgowem na tyły pułku uderzyli Rosjanie przyczyniając się do powstałych strat w jego szeregach. Przez zimę trwały walki pozycyjne nad rzeką Styr. W maju 1916 roku pułk trafił na kilkutygodniowy odpoczynek do Karasina, ale ten został przerwany rosyjską ofensywą Brusiłowa. Pułk został wysłany pod Hruziatyn, gdzie 20 i 21 czerwca walczył z przeważającymi siłami nieprzyjaciela ponosząc dotkliwe straty: 2 oficerów i 38 legionistów poległych oraz 16 oficerów i 183 legionistów rannych. Wraz z innymi oddziałami legionowymi wycofał się na Słochód, a 3 sierpnia brał udział w boju pod Rudką Miryńską zamykając tą walką działalność bojową pod sztandarami Legionów Polskich.
We wrześniu 1916 roku zapadły decyzje o przeniesieniu formacji legionowych na teren okupacji niemieckiej. 9 października 2 pułk piechoty ześrodkował się w Baranowiczach, po czym przeniesiony został do Królestwa i przeszedł na etat, uzbrojenie i zaopatrzenie niemieckie.

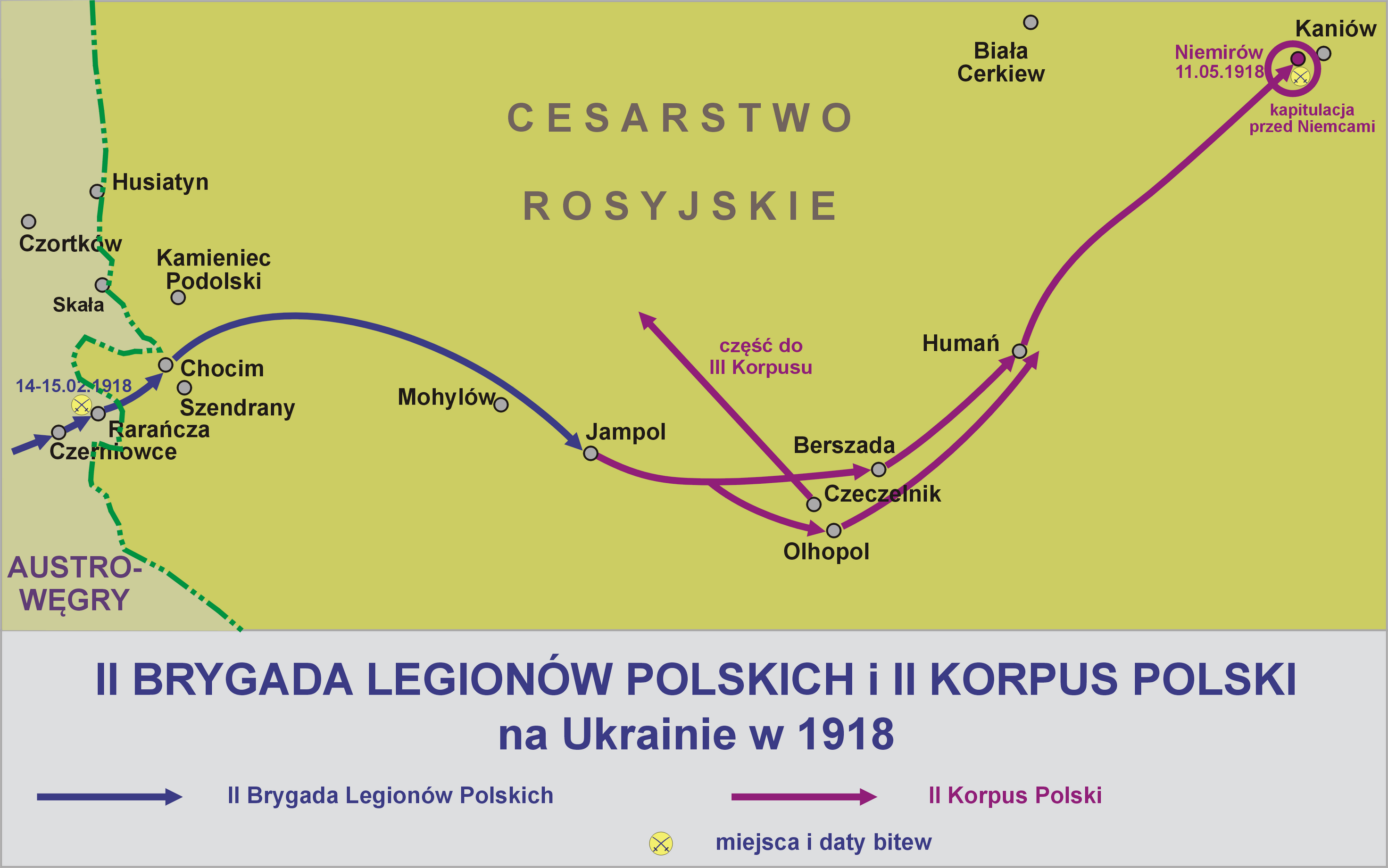
Pułk walczył w składzie II Brygady Legionów a następnie wszedł w skład II Korpusu Polskiego w Rosji

Po kryzysie przysięgowym pozostałość II Brygady złożone z poddanych austriackich wycofano z Królestwa do Galicji i jako Polski Korpus Posiłkowy wcielono do wojska austriackiego. Austriacy skierowali Korpus na tyły frontu w rejon Czerniowiec, a 2 pp stanął w Mamajowcach. Po ogłoszeniu postanowień traktatu brzeskiego grupa oficerów legionowych pod przewodnictwem ppłk. Michała Żymierskiego postanowiła  przejść przez linię frontu i połączyć się z organizowanymi w Rosji polskimi formacjami wojskowymi. 15 lutego II Brygada przebiła się pod Rarańczą przez pozycje austriackie i przeszła na terytorium Rosji. 2 pp szedł w straży przedniej i w ataku na bagnety rozbił 53 pułk piechoty austriackiej.
W Rosji II Brygada weszła w skład II Korpusu Polskiego. Żołnierze 2 pp zasilił 13. i 14 pułk 4 Dywizji Strzelców. Legionowy 2 pułk piechoty przestał istnieć jako jednostka samodzielna.

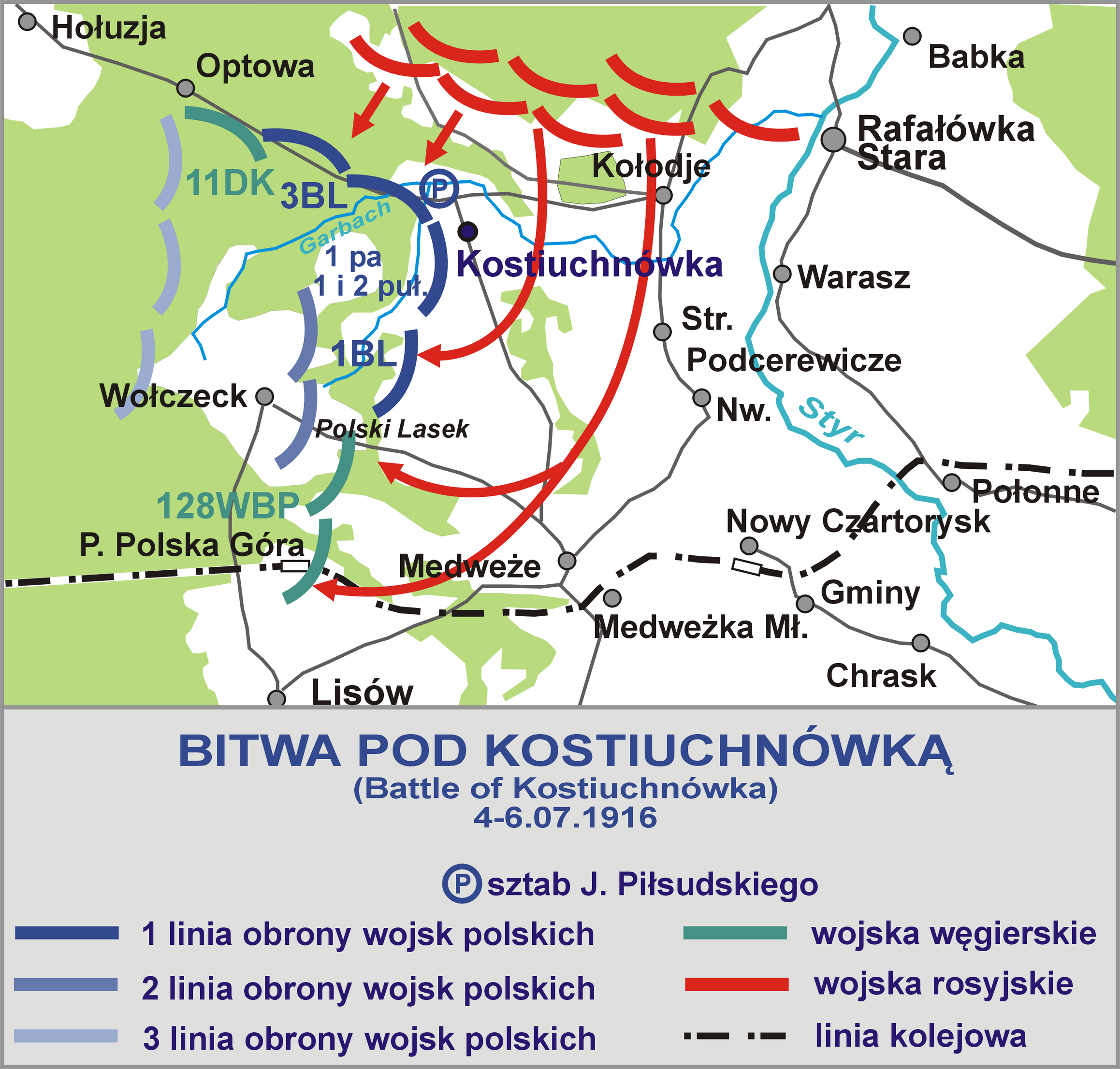
Plan bitwy pod Kostiuchnówką

## Obsada personalna pułku
Dowódcy pułku:
- płk Zygmunt Zieliński
- ppłk Marian Januszajtis-Żegota
- ppłk Michał Żymierski
- płk Witold Ścibor-Rylski
- ppłk Michał Żymierski

Pierwsza obsada dowódców batalionów:
- komendant I batalionu – Marian Januszajtis-Żegota
- komendant II batalionu – kpt. Kazimierz Fabrycy
- komendant III batalionu – Szczęsny Ruciński
- komendant IV batalionu – Bolesław Roja

### Kawalerowie waleczni
Oficerowie i szeregowi 2 pp Leg. Pol. odznaczeni Krzyżem Walecznych „za czyny orężne w czasie bojów Legionów Polskich”:
po raz pierwszy, drugi, trzeci i czwarty
- ks. kapl. Władysław Antosz
- chor. Józef Bay
- śp. ppor. Rudolf Brandys
- sierż. Marian Kisielewski

po raz pierwszy, drugi i trzeci
- chor. Stefan Warchoł

po raz pierwszy i drugi
- szer. Jan Drużba[9]

po raz pierwszy
- Tadeusz Dundaczek
- Stanisław Piasek

Oficerowie pułku
- Stefan Biestek
- ppor. Emil Czapliński (dowódca kompanii)
- chor. Zdzisław Czubiński
- kpt. lek. Stanisław Gądek – lekarz I baonu

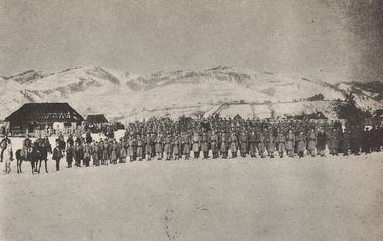
II baon (batalion) 2 pułku piechoty Legionów Polskich, między 1914 a 1915

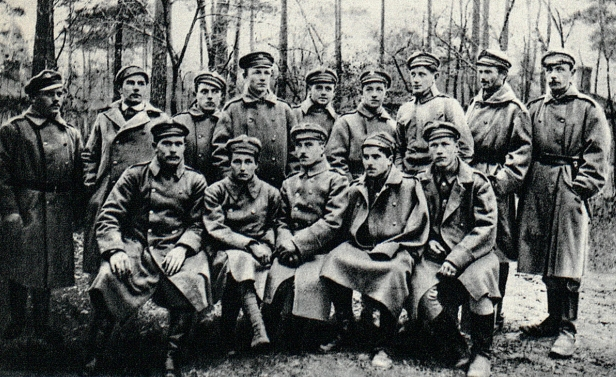
Legioniści z II baonu 2 pułku piechoty Legionów Polskich

- Stanisław Habowski
- Stanisław Jaster
- ppor. Stanisław Klimecki
- chor. Alfred Konkiewicz
- Stanisław Krzaczyński
- ppor. Tadeusz Malinowski
- ppor. Stefan Steblecki
- chor. Henryk Szwajkowski

Legioniści
- Mieczysław Barys
- Zygmunt Berling
- Andrzej Bieniek
- Ireneusz Branowski
- Stanisław Dworzański
- Kazimierz Hasała
- Wincenty Jakubiec
- Bronisław Marian Jakubowski
- Marian Jana
- Jan Janik
- Józef Kalasanty Janiszewski
- Adam Katra
- Janusz Kotarbiński
- Bolesław Kotas
- Stanisław Kublin
- Franciszek Mach
- Antoni Majewski
- Alfred Małymonka
- Marian Markowski
- Stefan Mossor
- Franciszek Mroziński vel Odrobina
- Jan Niedziołek
- Zygmunt Rappaport
- Marcin Stefanko
- Jerzy Szarlip
- Kazimierz Szymborski
- Tadeusz Michał Toczyski
- Jan Tomaszewski
- Jakub Wajda
- Wojciech Stanisław Wójcik
- plut. Ignacy Zelek
- plut. Józef Ziemba
- Zdzisław Zioło